# St. Cornelius (Rohren)

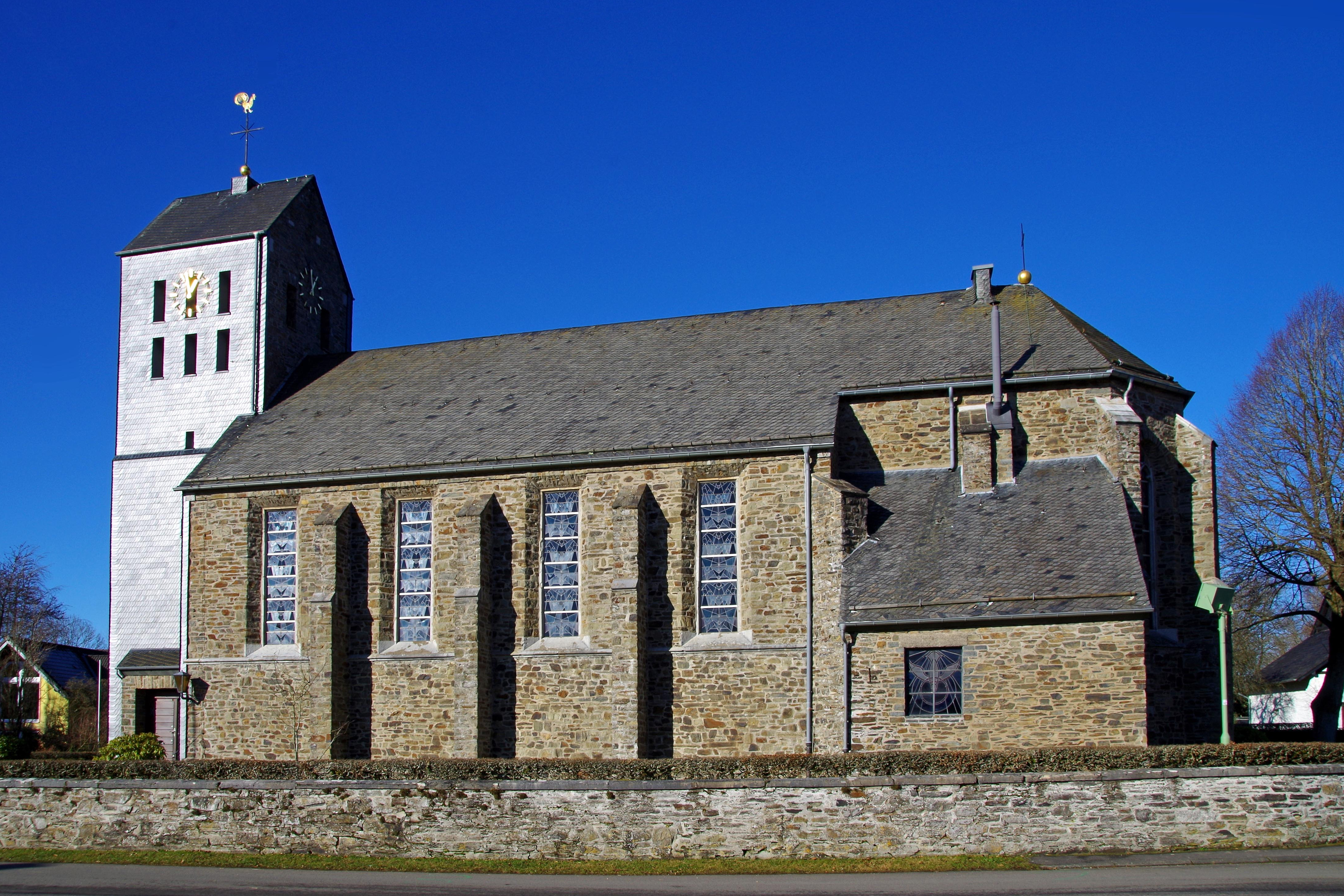
St. Cornelius in Rohren

St. Cornelius ist die römisch-katholische Pfarrkirche des Monschauer Stadtteils Rohren in der Städteregion Aachen in Nordrhein-Westfalen.
Die Kirche ist dem hl. Cornelius von Rom geweiht und unter Nummer 47 in die Liste der Baudenkmäler in Monschau-Rohren eingetragen.

## Lage
Das Kirchengebäude befindet sich im Ortskern von Rohren und wird von den Straßen Dröft, Am Pöhlchen und Borngasse umgeben.

## Allgemeines
Rohren gehörte ursprünglich zur Pfarre Konzen, wurde aber 1639 der neu errichteten Pfarre Monschau zugeteilt. Ende des 17. Jahrhunderts forderten die Bewohner Rohrens eine eigene Kapelle für den Ort, die es bisher nicht gab. Die Forderung hatte Erfolg und am 11. Februar 1700 erteilte der Kölner Generalvikar Werner von Veyder die Baugenehmigung. Im Jahr 1707 war die Kapelle fertiggestellt und Rohren erhielt einen Vikar. Im Jahr 1804 wurde Rohren von Monschau abgetrennt und zur eigenständigen Pfarrei erhoben. Rohren gehörte ursprünglich zum Erzbistum Köln und ist seit 1930 Teil des Bistums Aachen.

## Baugeschichte
Das erste Gotteshaus in Rohren wurde um 1707 erbaut. Dabei handelte es sich um eine dreijochige Saalkirche aus Bruchsteinen mit eingezogenem, viergeschossigem Glockenturm. Die Kapelle wurde im Zuge der Pfarrerhebung 1804 zur Pfarrkirche erhoben. Mitte des 19. Jahrhunderts wurde die Pfarrkirche zu klein und ein Neubau beschlossen. Die alte Kirche wurde abgerissen und zwischen 1865 und 1867 eine neue Kirche nach Plänen des Kölner Diözesanbaumeisters Vincenz Statz im Baustil der Neugotik errichtet. Die Weihe fand am 24. September 1871 statt. Im September des Jahres 1944 wurde die Pfarrkirche in Folge des Zweiten Weltkriegs bis auf die Außenmauern zerstört. Nur der Chor überstand die Kampfhandlungen nahezu unbeschadet. Der Wiederaufbau erfolgte unter Erhalt des Chors und der Außenmauern des Kirchenschiffs zwischen 1949 und 1954 in vereinfachten und modernisierten Formen. Dabei wurde der Glockenturm neu errichtet und im Norden ein Seitenschiff angebaut. Die spitzbogigen Fenster des Kirchenschiffs wurden zu rechteckigen Fenstern umgebaut. Die Pläne stammen aus der Hand des Aachener Architekten Peter Hensen. Am 18. September 1955 konnte schließlich der Altar geweiht werden.

## Baubeschreibung

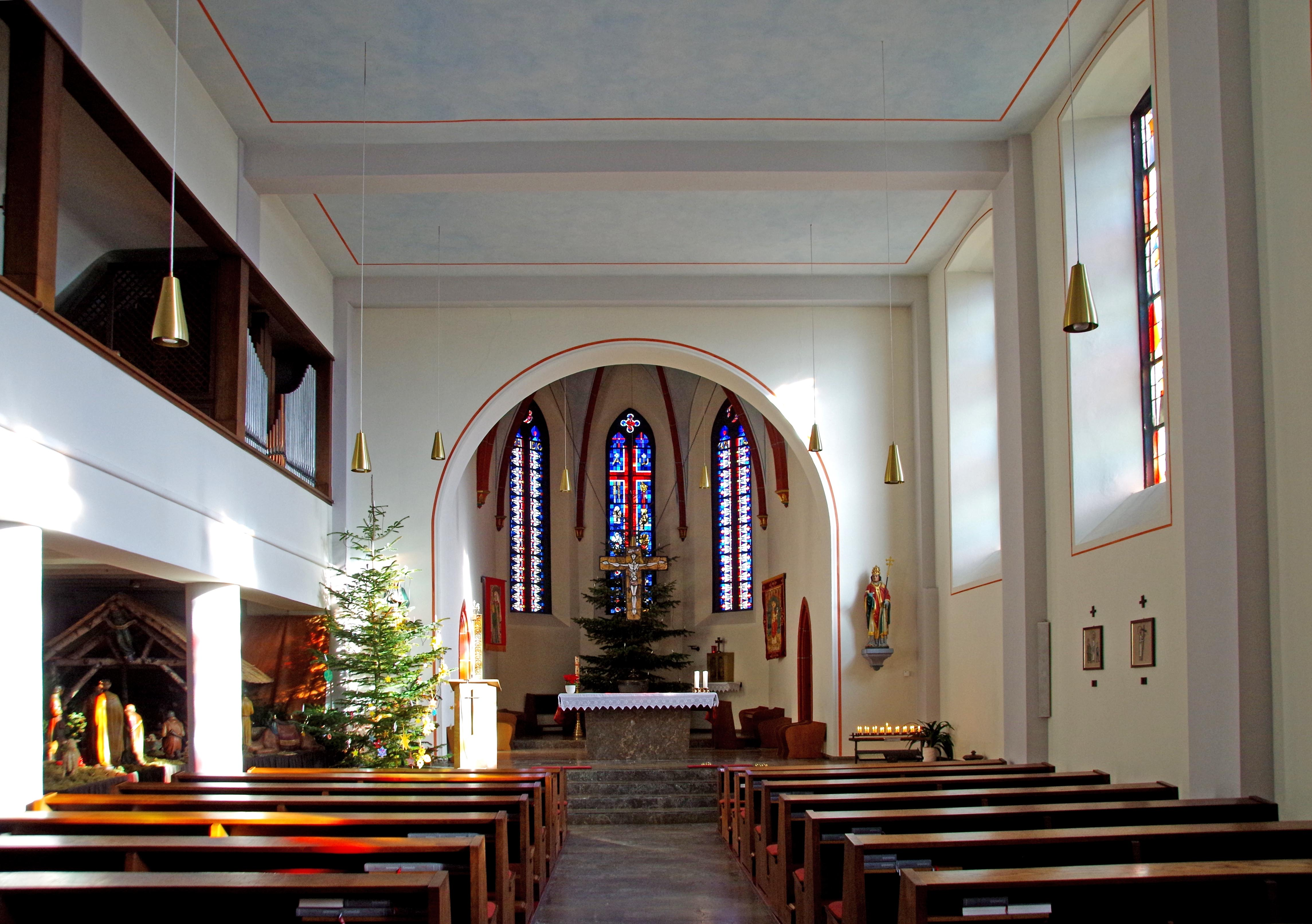
Kirchenschiff, Blick zum Altar

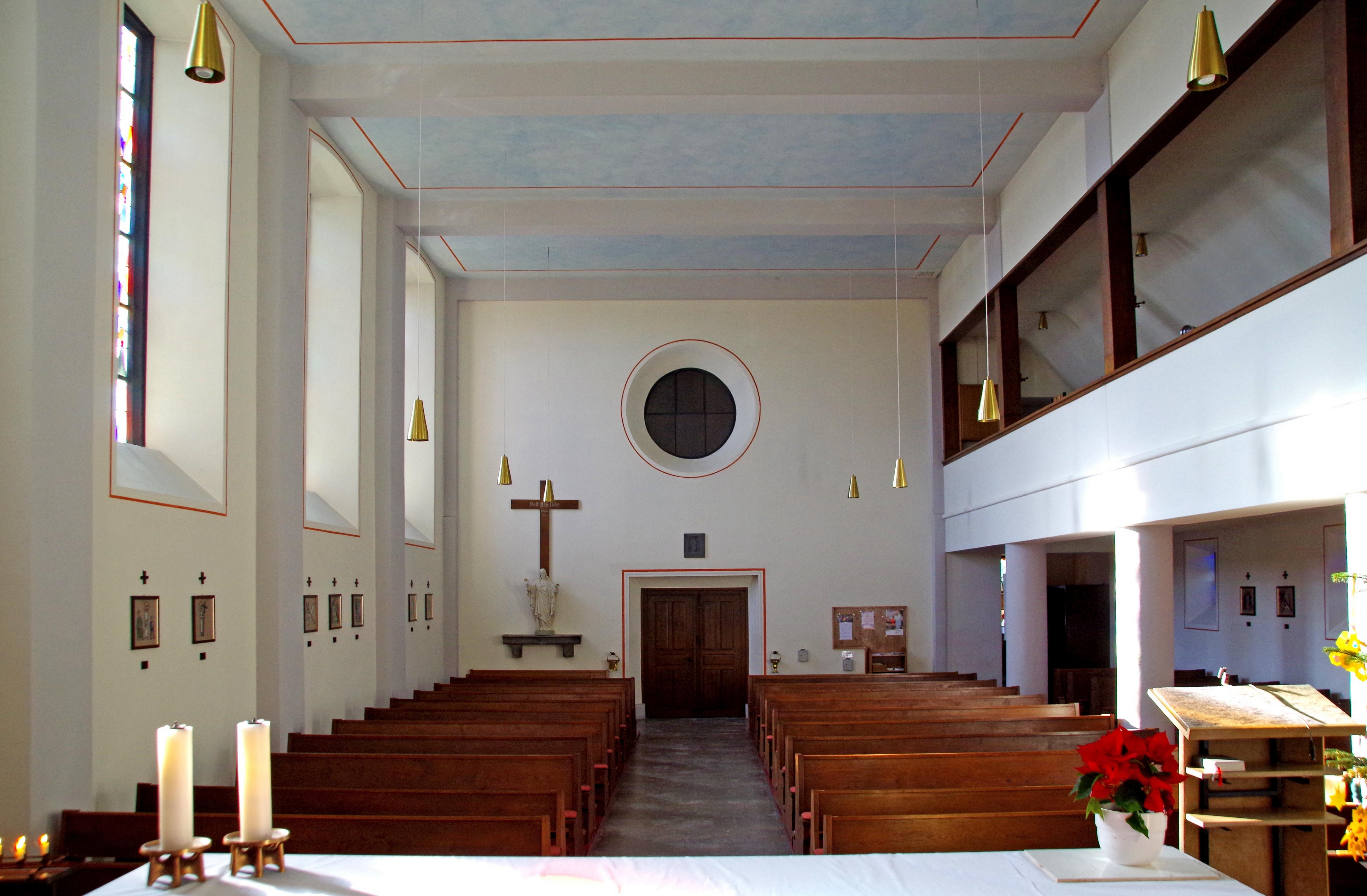
Kirchenschiff, Blick vom Altar aus

St. Cornelius ist eine zweischiffige und vierjochige Kirche mit einem zweijochigen und dreiseitig geschlossenem Chor im Osten und einem dreigeschossigen vorgebauten Glockenturm im Westen. Der Chorraum wird von einem Kreuzrippengewölbe überspannt, der Rest der Kirche ist flach gedeckt. Im Seitenschiff befindet sich eine durchgehende Empore. Die Fenster des Chors besitzen zweibahniges Maßwerk und sind spitzbogig. Die Fenster des Kirchenschiffs sind rechteckig.
Trotz der starken Beschädigungen des Krieges und eines veränderten Wiederaufbaus ist die neugotische Struktur der von Vincenz Statz in den 1860er Jahren geplanten Kirche noch erkennbar.

## Ausstattung

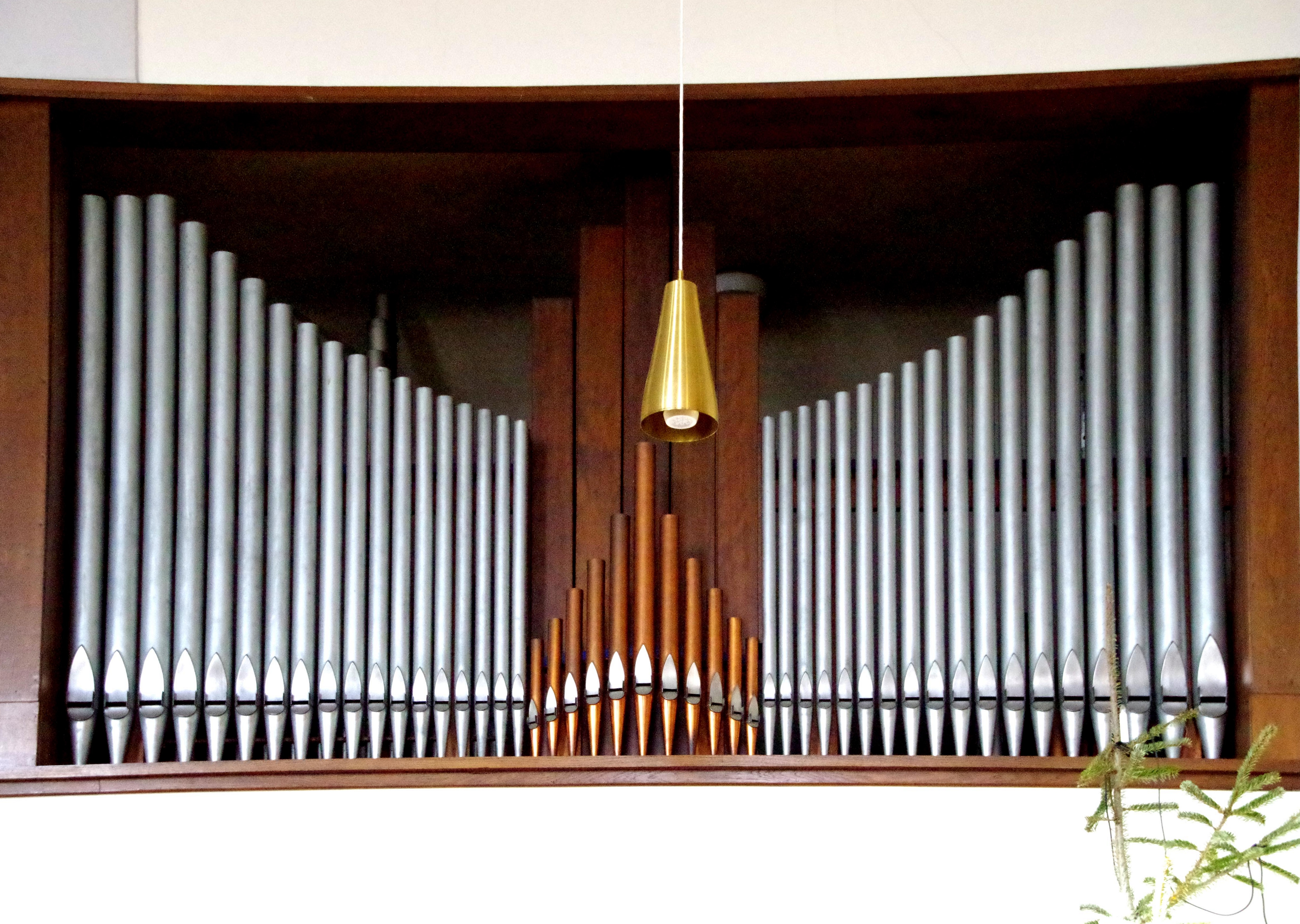
St. Cornelius, Orgel von 1958 (Karl Bach)

In der Kirche befindet sich ein Cornelius-Reliquiar als stilisiertes Horn aus dem Jahr 1709. Der Taufstein ist eine Stiftung der Eheleute Förster aus dem Jahr 1722. Die Orgel ist ein Werk der Aachener Orgelbauanstalt Karl Bach aus dem Jahr 1958 und besitzt zwölf Register. Die Fenster im Chor wurden von Anton Wendling 1939 entworfen und nach dem Krieg rekonstruiert.

## Pfarrer
Folgende Pfarrer wirkten bislang an St. Cornelius als Seelsorger:
| von – bis | Name                            |
| --------- | ------------------------------- |
| 1925–1937 | Matthias Gerards                |
| 1937–1954 | Bernhard Pricking               |
| 1955–1964 | Friedrich Kranz                 |
| 1964–1967 | Hubert Sieberichs               |
| 1967–1972 | Pater Antonius van Buuren       |
| 1972–1978 | Pater Theodor Weterman          |
| 1978–1988 | Ignaz Hüpgen                    |
| 1988–1995 | Walter Haas                     |
| 1995–2009 | Karl Schnitzler                 |
| 2009–2014 | Karl-Heinz Stoffels             |
| 2014–2016 | Philipp Cuck (Administrator)    |
| 2016–2017 | Heiner Schmitz (Administrator)  |
| Seit 2022 | Hardy Hawinkels (Administrator) |